# گالویتسه
گالویتسه (به لهستانی:  Galewice) یک روستا در لهستان است که در گمینا گالویتسه واقع شده‌است.
 گالویتسه  ۱٬۳۹۰ نفر جمعیت دارد.